# トレバー・フィリップス
- トレバー・フィリップス
- トレヴァー・フィリップス

トレバー・フィリップス(Trevor Philips)は、ロックスター・ゲームスが2013年に発売したクライムアクションゲーム『グランド・セフト・オートV』に登場する架空の人物であり、同作品に3人存在する主人公の1人。声優およびモーションアクターはスティーブン・オッグが担当した。

## キャラクターデザイン

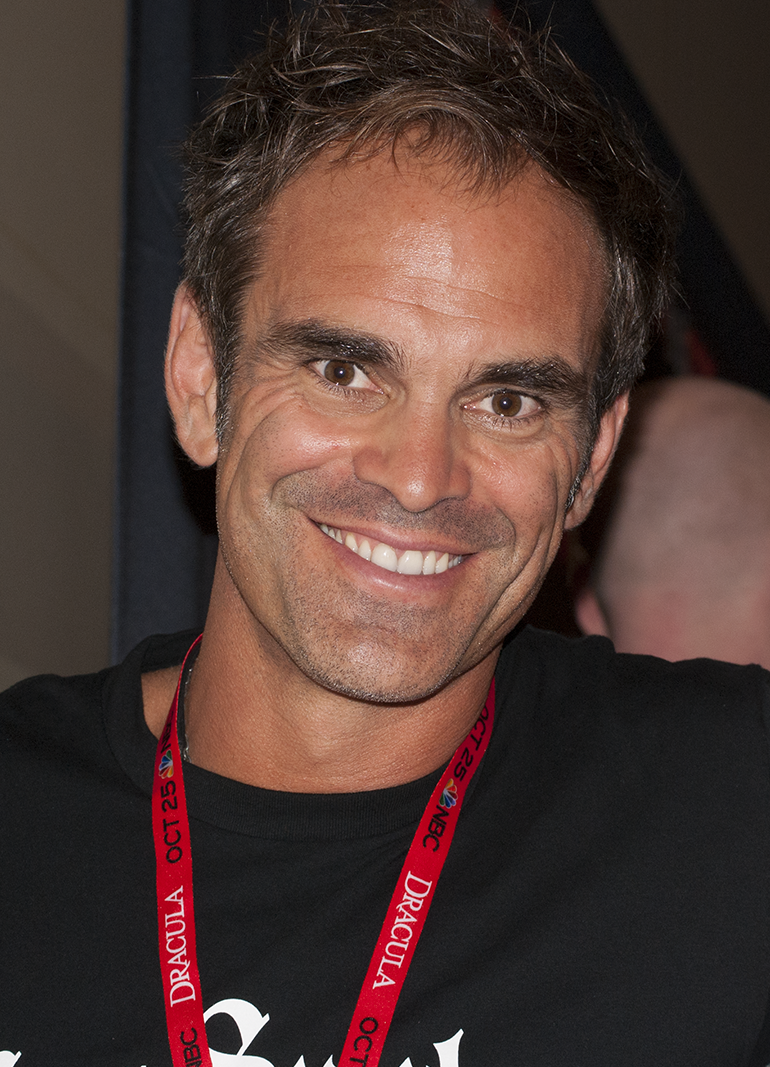
GTA5でトレバーを演じたスティーブン・オッグ。演技の殆どはモーションキャプチャ技術を用いて記録された

容姿は演者であるオッグの外見をベースとした一方、性格は実在の犯罪者であるチャールズ・ブロンソンから発想を得ていた。GTA5の共同ライターのダン・ハウザー(Dan Houser)はトレバーを「純粋に欲望と憤りによって突き動かされている」と表現した。プレイヤーが愛着を持ちやすくするために、デザイナーはトレバーにさまざまな感情を与えた。猟奇的行動にもかかわらず、トレバーは自身と親密な人物は本当に気にかけていることが示されている。
トレバーはビデオゲーム史上最も物議を醸したキャラクターの1人と考えられている。レビュワーやゲーマーによる評価は大半がかなり好意的なもので「好ましく信頼できるキャラクター」と評され、殺人や暴力などプレイヤーに人気のアクションを積極的に行うという、これまでの主人公でも特異な性格の持ち主である、とされた。一方で、一部のレビュワーからは「彼の暴力的な性格や行動がゲームの物語に悪影響を及ぼしている」との批判もあった。
ハウザーは「トレバーは、犯罪の別側面の化身としてどこからともなくロックスターに現れた。もしマイケルが防犯のアイデアであることを意図されていたら、誰がそれをしなかったのか？」と説明し 、「純粋に欲望、憤りで突き動かされる人物で、明日のことなど一切考えず、エゴではなく完全なるイドが働いている」と表現した。猟奇的な性格については「サイコパスのように容赦なく殺すが、正当な理由で気に入った時にはとても感傷的になる」と述べている。
ロックスターはキャラクターの台本作成中に主人公の典型を描写し、中でもトレバーは「狂気」を体現するとされていた。ハウザーは「互いが並列するものとして、マイケルとトレバーを特徴づけた」「マイケルは仕切りたがりの犯罪者で時にはいい男であり、トレバーは偽善者ではない狂人だ」と語った。加えて「3人の主人公は、ゲームのストーリーを従来作の『1人の主人公が犯罪の裏社会で成り上がっていく』といった内容よりも、更にオリジナリティを持ったものとなった」と語った 。
GTA5でスティーブン・オッグはトレバーを演じた。初期のオーディションのプロセスの間にオッグは彼とマイケル役のネッド・ルークとの間に化学反応が生じたことに気づき、彼が感じたそれが彼らが役割を射止める手助けになった。オッグは「(ルーク)と私が一緒に部屋に入った時、私達はすぐに何かを持っていた」と語った 。役者はオーディションがロックスター・ゲームズのものであるとは知っていたが、GTAシリーズ作品に関わることになると知ったのは契約書にサインした時だった。オッグはトレバーの描写は時間と共に進化していると感じた。彼は「ニュアンスとキャラクターの特徴が明らかになり始めた…彼の歩行、彼の喋り方、彼のリアクション、間違いなくゲームを通じて彼の発展を教えてくれた」と語った。
俳優達は2010年からこのゲームに携わり始めた。彼らの演技は主にモーションキャプチャー技術を用いて記録された 。同乗キャラクターとの車内での会話シーンはスタジオで収録された。俳優達は撮影現場で会話や動きを収録してきたため、自分達の演技は映画やテレビ番組での役と変わらないと考えていた。キャラクターの会話は役者達にアドリブを許さないように台本化されたが、時々ディレクターの承認を得て演技の細かい変更を行った。

## 属性
ゲーム中ではソシオパスとして描かれる。冷酷かつ容赦なく人を簡単に殺害する一方、全てのことについて正直であり滅多に偽善を見せることはなく、他人に対してしばしば指摘する。カナダで生まれ育ったことにコンプレックスを感じており、カナダ訛りを馬鹿にされると怒りをあらわにする。猟奇的な行動をとる反面、かなり感情的な一面も見せる。自身と親密な人物は常に気にかけており、そのような人物に対しては誠実な一面を見せることも少なくない。しかし多くの登場人物からは危険な存在とみなされており、プロローグでマイケルはトレバーを射殺される罠にかけ、後にトレバーと共に逮捕されたら裁判でフランクリンに精神障害を申し立ててほしいと頼んでいる。これはトレバーの犯罪の知識と程度、また狂気が誰にもわからずに増しているという確信、加えてこの問題についてのトレバーの沈黙がマイケルの良心に重くのしかかっていることを示唆している。
トレバーを演じるにあたり、自身の演技に強い様式的影響を与えた人物としてオッグは伝記映画『ブロンソン』でトム・ハーディが演じたイギリス人の犯罪者チャールズ・ブロンソンを引用した 。オッグは「トレバーは、暴力的でサイコパスのGTAのアンチヒーローの典型を体現している」と思案する一方で、トレバーの物語にプレイヤーが共感してもらうことを望んでいた。「他の感情を引き出すことは難しく、最大の挑戦であり私にとって大きな意味を持つものだった」と語った。

## 経歴

### グランド・セフト・オートV
かつてアメリカのカナダ国境地域に暮らし、父からは虐待を受け、ストリッパーだった母からは歪んだ愛情で育てられる。その結果かなり曲折した精神性を持つようになり、”自分は誰からも認められない”という心の闇を負って生きることになる。
当初はホッケー選手を目指していたが、コーチにオカマを掘られたため、これを止めて空軍に志願するも、今度は心理鑑定の女性に精神不安定と鑑定され、退役させられてしまう。
夢破れたトレバーは、ノース・ヤンクトンで小さな航空運送会社を経営していたが、ある日盗品を国境の向こう側へ運びたいという男に出会う。運搬日当日、男は現れたが、盗んだ相手の老人に追われていたため、トレバーは老人を射殺し男を助ける。この男こそが全米を震撼させた銀行強盗犯マイケル・タウンリーであった。マイケルと出会って以降は彼から強盗のノウハウを学び、強盗としての素質を開花させ、マイケルや彼の協力者レスター・クレストなどとコンビを組んで数々の強盗を行い、犯罪者としてのキャリアを積んでいった。
2004年にマイケル、ブラッドリー（ブラッド）・スナイダーらとノース・ヤンクトンで銀行強盗を企てるも失敗し、マイケルは死亡、ブラッドは刑務所に収監されてしまう。一人逃げ延びたトレバーはあちこちを転々とした後、サンアンドレアス州ブレイン郡のサンディ海岸に流れ着き、武器の密輸や薬物の売買を行う自称企業の「トレバー・フィリップス工業」を立ち上げた。
その後は砂漠ぐらいしかないトレーラーパークのサンディ海岸で、典型的なプアホワイトとして日々を過ごしていたが、2013年にロスサントスで発生した強盗事件のニュースを見るとそれがマイケルの仕業であると一目で見抜き、彼が生存していたこと、そして強盗活動を再開したことを確信する。
9年前の"死"の真相を突き止めるためにロスサントスへ赴き、マイケルや彼の新たなパートナー・フランクリン・クリントンと共に、新たな強盗活動を始める。

### GTAオンライン
GTAオンラインにおいては、本編のプレイアブルキャラクターで初めてNPCとして登場した。主人公となるプレイヤーに対して、「トレバー・フィリップス工業の一社員」という名目で仕事を斡旋してくる。敵対組織（と見做しているだけのギャング）から重火器や違法薬物の回収を依頼することが多く、その都合上過激な戦闘が頻繁に発生する。
「強盗ミッション」の「ドラッグ強奪ビジネス」では、トレバーが大規模な薬物密売を遂行するため、腕の立つプレイヤーを半ば強引に社員として招き入れ回収を依頼してくる。この強盗のフィナーレにおいては、トレバー自身も味方NPCとして加勢する。

## 反響

### 評価
GTA5の発売以降、トレバーのキャラクターは概ね高評価だった。Edgeは三人の主人公の傑出したキャラとしてトレバーを選びぬいた。EdgeのようにGameSpotのCaroline Petitはトレバーを「本当に恐ろしくぞっとする精神異常者の凄まじいキャラクター」とみなした。Eurogamerのトム・ブラムウェルはトレバーは「浅薄で説得力のない」センセーショナルなアンチヒーローであり、その上「彼のいたずらが物語を脱線」させ、マイケルとフランクリンのキャラクターの成長を見劣りさせていることからトレバーは他のキャラクターを台無しにしていると感じた。JoystiqのXav de Matosは「各キャラクターが各自の旅への正当な目的を持っていたとしても、彼らにそれを達成することを望むのは難しい」と言及し、物語によそよそしい効果をもっていることから三人全員が好ましくないこを見つけた。彼はまた、トレバーとマイケルの間の矛盾が話の終わりまでに疲れた装置であると感じ、それはそれらの間の矛盾の「一見無限のサイクル」となったと感じた。
 GamesRadarのルーカス・サリバン（Lucas Sullivan）はシリーズ初の「筋が通った」キャラクターとしてトレバーを称賛した。彼はGTAのゲームを初めてプレイするにおいて、大半のプレイヤーは平和的にプレイするのとは対照的に「一部の馬鹿な間抜けの車を乗っ取り、その後歩道を90マイルで走り、市民を刈っていく。トレバーの存在はどのグループの人々にも当てはまらない。彼はただ過去10年GTAをプレイし続けた人々にとって初めて論理的にフィットしている」と語った。Sullivanはトレバーは殺人や暴力などのプレイヤーに人気のアクションを進んで実行するGTAの数少ない主人公の1人と結論づけた 。トレバーは他の多くのゲームと映画の登場人物と比較されている。IGNのカルヴィン・カーン（Calvin Khan）はトレバーを2008年の映画『ダークナイト』のヒース・レジャー扮するジョーカーと比較した。カーンはGTA5でトレバーだけが自身のペルソナを偽ろうとしなかったと感じただけでなく、「トレバーは完全に自分がモンスターであると知っているが気にしていない。彼は不幸や危害を引き起こすのを楽しみ、そのために生き、大事にする…ヒース・レジャーのジョーカーのように彼は純正のアナーキーとして純粋に存在している」と述べた。 彼はまたトレバーの人を傷つけ彼の周囲全てを滅茶苦茶にする唯一の理由は単に彼があまりにも楽しいことではないという理由だけであるとも感じた。 カーンはトレバーの目を通じた世界は既に完全に壊れており、彼は更に滅茶苦茶にしても何も害を与えてないと見ていることがトレバーの行動の原因であると述べ結論付けた。
日本のゲーム専門のニュースサイトなどにおいても、トレバーのキャラクター性は注目を集めた。
ライターのマフィア梶田は4Gamer.netに寄せたレビュー記事の中で、トレバーの強烈で狂気に満ちたキャラクター性について評価しており、悪党ではあっても理知的な面を有していたシリーズ歴代作品の主人公とは大きく異なると述べている。
GTA5のファンであることを公言しているミュージシャンの増子直純はニュースサイト・ナタリーとのインタビューの中で、トレバーをGTA5で一番クレイジーなキャラクターだと評価し、「頭のはげ上がった中年男性」というトレバーの主人公らしからぬキャラクター性についても評価している 。

#### 受賞歴
トレバーは「Cheat Code Central's 7th Annual Cody Awards」の「ベスト男性キャラクター」を受賞し、他の様々なアワードにノミネートされた 。それらには「Spike VGX 2013」の「キャラクター・オブ・ザ・イヤー」(BioShock Infiniteのルーテスの双子が受賞)、Hardcore Gamerの「Game of the Year Awards 2013」の「ベスト新キャラクター」(The Last of Usのエリーが受賞)及びDestructoidの「Best of 2013」の「ベストキャラクター」(ルーテスの双子が受賞)などが含まれる。スティーブン・オッグもまたトレバーとしての彼の演技で「Spike VGX 2013」の「最高の声優」賞とテレグラフの2013年ビデオゲームアワードの「最高のパフォーマー」賞にノミネートされた(どちらの賞もトロイ・ベイカーが受賞)。また第10回英国アカデミー賞ゲーム部門の「パフォーマー」賞にもノミネートされた(アシュレー・ジョンソンが受賞)。

### 論争
GTA5のミッション「ありふれた捜査(By the Book)」での拷問描写が批判された。このミッションではFIB(FBIのゲーム版)に脅威を与える疑わしいアゼルバイジャン人の逃亡者に関する情報を聞き出すためトレバーはフェルディナンド・ケリモフ(ミスターKと呼ばれていた)を尋問した。トレバーは拘束された男に対してテーブルにある拷問器具からプレイヤーが選択したものを使った。ミスターKがFIBに情報を提供するとトレバーは彼を殺すように求められるが、その代わりに彼を空港まで車で連れていき、逃走の機会を与えた。ケリモフを車で連れて行く間にトレバーは拷問の効果の無さについて独白し、拷問を受けずともFIBに情報を提供する用意がケリモフにはあったと指摘し、拷問は権力が「自分たちの主張を押し通す」ために用いられると表現した。
レビュアーの間では本ミッションをアメリカ政府による拷問の使用についての政治的解説として役立っている一方で、同ミッションでの拷問の使用は悪趣味であるとの意見が相次いだ。GameSpotのPetitは独白の文脈で拷問シーンを挿入することは、ミッションの機能の中で批判的な装置としての偽善を作り出したと感じ、IGNのマクドナルドは「品性の範囲を押し広げた」と感じた 。論説でBramwellは政治的解説が暴力的な内容によって影が薄くなっているかどうかについて論じ、『コール オブ デューティ モダン・ウォーフェア2』のミッション「No Russian」論争と比較した。彼は一連のシーンは暴力を正当化するための十分なコンテクストを欠いていると考えており、同機能を「欠陥がある」と要約した。イギリスの労働党議員キース・ヴァズは未成年のプレイヤーがこのミッションに晒されうることに懸念を表明した 。慈善団体フリーダム・フロム・トーチャーのキース・ベスト（Keith Best）は拷問者のロールプレイは「一線を越えた」と語った。トム・チックは拷問場面を擁護し、「No Russian」ミッションや2012年の映画『ゼロ・ダーク・サーティ』とは異なり、「ありふれた捜査」での拷問についての根底にある政治的解説には暴力的な内容を必要としていたと記述した。